# 埃里温方言 (阿塞拜疆语)
埃里温方言在葉里溫附近使用的阿塞拜疆语方言。

## 分类
德国比较语言学家格哈德·多费尔（Gerhard Doefer）认为，埃里温方言与纳希切万阿塞拜疆语方言及奥尔杜巴德阿塞拜疆语方言一起构成阿塞拜疆语南部方言。阿塞拜疆比较语言学家梅梅达伊·希拉利耶夫（Memmedaghi Shiraliyev）同意这一观点，但认为南部方言还应包括大不里士阿塞拜疆语。
苏联比较语言学家尼内尔·哈吉耶娃（Ninel Hajiyeva）亦同意上述两人的观点。
瑞典比较语言学家拉尔斯·约翰松（Lars Johanson）及另一位阿塞拜疆语言学家厄尔布鲁斯·阿兹佐夫（Elbrus Azizov）对阿塞拜疆语方言进行的分类则没有提及埃里温方言。

## 历史
希拉利耶夫认为，埃里温方言的历史可追溯到18世纪高加索汗国在今亚美尼亚及阿塞拜疆建立的时期。